# Seifuku ga Jama o Suru
«Seifuku ga Jama o Suru» (яп. 制服が邪魔をする) — второй мейджор-сингл японской идол-группы AKB48, вышедший в Японии 31 января 2007 года. Заглавная песня исполнялась сембацу из 14 человек.

## Промоция
В день выхода группа выступила с концертами-сюрпризами в Сибуэ в двух местах.

## Список композиций
| №                   | Название                                    | Автор(ы)                     | Длительность |
| ------------------- | ------------------------------------------- | ---------------------------- | ------------ |
| 1.                  | «Seifuku ga Jama o Suru» (制服が邪魔をする) | Ясуси Акимото, Ёсимаса Иноуэ | 4:45         |
| 2.                  | «Virgin love»                               | Акимото, Иноуэ               | 4:11         |
| 3.                  | «Seifuku ga Jama o Suru (Instrumental)»     | Акимото, Иноуэ               | 4:45         |
| 4.                  | «Virgin love (Instrumental)»                | Акимото, Иноуэ               | 4:11         |
| Общая длительность: | Общая длительность:                         | Общая длительность:          | 17:57        |

## Чарты
| Чарт (2007)   | Наивыс. позиция |
| ------------- | --------------- |
| Oricon Weekly | 7               |